# Port lotniczy Arusza
Port lotniczy Arusza (Kod lotniska IATA: ARK, ICAO: HTAR) – port lotniczy położony w Aruszy, w Tanzanii.

## Linie lotnicze i połączenia
| Linia Lotnicza        | Kierunek |
| --------------------- | --- |
| Air Tanzania          | 1. Zanzibar |
| As Salaam Air         | 1. Dar es Salaam 2. Seronera 3. Zanzibar |
| Coastal Aviation      | 1. Dar es Salaam 2. Kigali 3. Kilimandżaro 4. Mafia 5. Jezioro Manyara 6. Mikumi 7. Mwanza 8. Pemba 9. Ruaha 10. Selous 11. Seronera 12. Tanga 13. Tarangire 14. Zanzibar |
| Precision Air         | 1. Dar es Salaam 2. Zanzibar |
| Regional Air Services | 1. Kilimandżaro 2. Jezioro Manyara 3. Zanzibar |
| Tropical Air          | 1. Dar es Salaam 2. Zanzibar |
| ZanAir                | 1. Dar es Salaam 2. Mombasa 3. Pemba 4. Zanzibar |